# Infodemia
El término infodemia se emplea para referirse a la abundancia de información sobre un tema concreto. El término se deriva de la unión entre la palabra información y la palabra epidemia. Se relaciona con conceptos similares como fake news o infoxicación, en la medida que la cantidad y exposición de estos se intensifican. La infodemia es considerada como una transgresión ética al buen periodismo científico.
La Organización Mundial de la Salud advierte sobre la infodemia, también conocida como fake news, una práctica que consiste en difundir noticias falsas sobre la pandemia y que aumente el pánico en las sociedades.
La Organización Mundial de la Salud viene refiriéndose a un concepto que se da en paralelo a la pandemia por coronavirus: la "infodemia". Se trata de una cantidad excesiva de información ‒en algunos casos correcta, en otros no‒ que dificulta que las personas encuentren fuentes confiables y orientación fidedigna cuando las necesitan,
Generalmente, los datos que se difunden en una infodemia tienden a ser falsos, lo que desvirtúa las fuentes confiables de información que buscan ofrecer insumos relevantes acerca de un tema en específico. La desinformación surge como el resultado de la rápida propagación de datos por los medios de comunicación de libre acceso como las redes sociales. La inexistencia de filtros de veracidad en estas plataformas propicia la desinformación del público general inexperto.
Las infodemias pueden propagarse por errores, desinformación y rumores durante una emergencia de salud, lo que puede dificultar una respuesta efectiva y crear confusión y desconfianza entre las personas. En el caso de brotes de rápida evolución, el ritmo de propagación de información es extremadamente acelerado, sobre todo en la medida que se trate de un tema universal. En algunos casos, la información que se propaga es deliberadamente errónea. Sin embargo, en otros, la circulación de afirmaciones falsas previamente comunicadas, puede ser difundida con buenas intenciones por personas que no tienen fuentes o recursos para verificar la validez de la información.
Según ha declarado la OMS, el brote de COVID-19 y la respuesta correspondiente han estado acompañados de una infodemia masiva, es decir, de una cantidad excesiva de información ‒en algunos casos correcta, en otros no‒ que dificulta que las personas encuentren fuentes confiables y orientación fidedigna cuando las necesitan. El término infodemia se refiere a un gran aumento del volumen de información relacionada con un tema particular, que puede volverse exponencial en un período corto debido a un incidente concreto como la pandemia actual. En esta situación aparecen en escena la desinformación y los rumores, junto con la manipulación de la información con intenciones dudosas. En la era de la información, este fenómeno se amplifica mediante las redes sociales, propagándose más lejos y más rápido, como un virus

## Consecuencias
Es común que las personas manifiesten un interés por un tema particular, más aún cuando se trata de un tema coyuntural, por ejemplo, dentro de la pandemia por COVID-19 en América Latina y el Caribe se ha manifestado un gran interés por diferentes temas relacionados con COVID-19, desde cuestiones conceptuales, medidas preventivas hasta potenciales tratamientos. Este interés debe ser anticipado por las autoridades nacionales de salud para brindar información científica y certera para así evitar que información de poca credibilidad, noticias falsas e incluso teorías conspirativas sean las que se difundan primero.
Las teorías conspirativas del origen del coronavirus son un ejemplo de fake news que componen el contenido de una infodemia al propagarse rápidamente por Internet como repercusión del acceso a la libertad de información. Para que exista una infodemia, la propagación de información debe suceder en todos los países del mundo y en muchos más idiomas que en los oficiales de las Naciones Unidas. Se han producido estudios al respecto (véase: Proyecto Ciencia Anti Fake News).
La misma tecnología de la que dependemos para mantenernos conectados e informados también permite y amplifica una infodemia, minando de dudas a la ciudadanía al mismo tiempo que compromete las medidas sanitarias de cada gobierno para controlar y neutralizar el virus.
Por difundir información errónea para socavar la respuesta de salud pública y promover otros intereses de determinados grupos o personas. La información errónea y falsa puede perjudicar la salud física y mental de las personas, incrementar la estigmatización, amenazar los valiosos logros conseguidos en materia de salud y espolear el incumplimiento de las medidas de salud pública, lo que reduce su eficacia y pone en peligro la capacidad de los países de frenar la pandemia.

## EPI-WIN
La Red de Información de la OMS para Epidemias o (EPI-WIN) es uno de los esfuerzos de  comunicación de riesgos de la OMS para mitigar los impactos de la infodemia tras el coronavirus originado en Wuhan, China el 31 de diciembre de 2019. Tiene por objeto dar a todos acceso a orientación e información que sean oportunas, correctas, fáciles de entender y procedentes de fuentes confiables sobre eventos de salud pública y brotes (actualmente sobre la emergencia de salud pública generada por el brote de COVID-19). A principios de abril, la EPI-WIN celebró una consulta mundial en línea de dos días sobre cómo controlar la Infodemia relacionada con la COVID-19. Se recopilaron las ideas de un grupo interdisciplinario de expertos y de 1.375 participantes. También se presentaron más de 500 ideas en un foro interactivo en línea.
La OMS está estableciendo asociaciones y colaboraciones para apoyar la respuesta frente a la infodemia mediante la elaboración de recursos mundiales para la comprobación de los hechos y la gestión de la desinformación, la medición y el análisis de la infodemia, la síntesis de los datos científicos, la traducción de los conocimientos, la comunicación de riesgos, la participación comunitaria y la amplificación de los mensajes.